# تينا ماكيلروي إنسا
تينا ماكيلروي إنسا (بالإنجليزية: Tina McElroy Ansa)‏ (18 نوفمبر 1949، ماكون في الولايات المتحدة)؛ روائية أمريكية.

## روابط خارجية
- تينا ماكيلروي إنسا على موقع IMDb (الإنجليزية)